# Ernie Merrick
Pour les articles homonymes, voir Merrick.
Ernest Merrick, dit Ernie Merrick, né le 3 janvier 1953 à Édimbourg en Écosse, est un footballeur écossais, devenu entraîneur à l'issue de sa carrière, qui évoluait au poste de défenseur.

## Palmarès

### En tant qu'entraîneur
- Avec le Melbourne Victory
  - Champion d'Australie en 2007 et 2009

### Distinctions personnelles
- Meilleur entraîneur de l'A-League en 2007 et 2010
- Ordre d'Australie en 2014[1]